# لیتیم سیانید
لیتیم سیانید یک ترکیب معدنی با فرمول شیمیایی LiCN است. این ماده یک نمک سمی، سفید رنگ، نمناک و محلول در آب است که فقط کاربردهای زیبایی دارد.

## تولید
لیتیم سیانید از واکنش میان لیتیم هیدروکسید و هیدروژن سیانید به دست می‌آید. برای انجام ابن واکنش در مقیاس آزمایشگاهی از استون سیانوهیدرین به عنوان جایگزین HCN استفاده می‌کنند:
(CH 3) 2 C (OH) CN + LIH → (CH 3) 2 CO + LiCN + H 2

## کاربرد
اگر این ماده تا دمای نزدیک به ۶۰۰ درجه سانتی‌گراد گرم شود، به سیانامید و کربن تجزیه می‌شود. اسیدها واکنش می‌دهند و هیدروژن سیانید تشکیل می‌دهند.
از لیتیم سیانید می‌توان به عنوان شناساگر برای سیانودار کردن ترکیبات آلی بهره برد.
RX + LiCN → RCN